# Веста
Ве́ста (лат. Vesta) — богиня, покровительница семейного очага и жертвенного огня в Древнем Риме. По преданию, её храм между Капитолийским и Палатинским холмами построил полулегендарный царь Нума Помпилий. В центральной части располагался очаг, на котором горел огонь. Его затухание римляне воспринимали как предвестие будущих бед, поэтому за ним тщательно следили. Этот очаг, согласно верованиям древних римлян, являлся центром вселенной и олицетворением самой богини.
В закрытой для общего доступа сокровищнице храма находились реликвии, которые, согласно древним мифам, легендарный прародитель римлян Эней вывез из пылающей Трои. Кроме этих артефактов, в храме богини, считавшейся символом неподкупности и непорочности, римляне сохраняли завещания.
Жриц богини — весталок — подбирали весьма тщательно: исключительно из представительниц знатных семей 6—10 лет без явных физических недостатков. После обряда посвящения девочка принимала 30-летний обет целомудрия и безбрачия, нарушение которого каралось погребением заживо.

## Представления
Веста была богиней священного вечного огня, который считался нерукотворным. По мнению римлян, его угасание означало бы близкий крах всего государства. Хоть огонь и считался «вечным», его ежегодно тушили и зажигали вновь вначале путём трения дощечек одна о другую, затем от сфокусированного линзой солнечного света 1 марта, в первый день нового года по древнеримскому календарю. Уже от него зажигали огонь в очагах каждой из курий. В каждом доме была «своя Веста» — домашний очаг, горевший в первом помещении дома — вестибуле.
Веста была символом единства римского народа. Вокруг её очага римляне как бы объединялись в единую семью. Согласно их верованиям, до тех пор, пока в храме Весты горел огонь и хранились древние реликвии, Рим будет оставаться великим и сильным. В связи с этим культ богини Весты имел столь важное значение в жизни государства.
Веста была связана с землёй, она охраняла засеянные поля. Непорочность богини сделала её символом хранения тайн, неподкупности и надлежащего исполнения своего долга.
Культ Весты со всеми его особенностями изначально возник в Италии. С III столетия до н. э., когда греческая и римская религии стали сближаться, а божества из Греции получали свой аналог в Риме и наоборот, Весту стали отождествлять с греческой Гестией.

## Культ

### Храм Весты
По преданию, храм богине Весте между Капитолийским и Палатинским холмами построил полулегендарный царь Нума Помпилий. В центре храма находился очаг, на котором горел «вечный» и «неугасимый» огонь. Этот очаг, по мнению древних римлян, был центром вселенной. Он считался воплощением самой богини, в связи с чем других её статуй или изображений в храме не было. Культ Весты просуществовал более тысячи лет. Храм Весты закрыли, а огонь окончательно погасили при императоре Феодосии (379—395).
В храме имелось сокровенное место «Пен», о расположении которого должны были знать только великий понтифик и жрицы богини весталки. В нём, по преданию, хранились священные предметы, в том числе пенаты — вывезенные ещё мифическим предком римлян Энеем фигурки богов-покровителей из Трои. Кроме этих реликвий, в храме богини, считавшейся символом неподкупности и непорочности, римляне сохраняли завещания. При жизни человека изъятие завещания представляло собой бесчестие. Правда, в истории известен случай, когда Октавиан Август изъял из храма завещание своего противника Марка Антония и использовал для внутриполитической борьбы. В сенате, согласно Плутарху, это восприняли с явным неодобрением, так как оглашение посмертной воли человека при жизни было для римлян «неслыханным беззаконием».

### Весталки
Жриц богини подбирали весьма тщательно: среди девочек 6—10 лет без физических недостатков из хороших семей по жребию выбирали 20. Из них великий понтифик лично отбирал шесть, которые после обряда посвящения Весте поступали на 10 лет в обучение старшим весталкам. Окончив обучение, они приступали к выполнению функций жриц Весты — весталок. Прослужив десять лет, они в течение ещё десяти должны были обучать молодых девочек.
По прошествии 30 лет весталки становились свободными и могли вернуться в отчий дом и даже выйти замуж. Большинство из них, будучи уже женщинами 36—40 лет, предпочитали остаться при храме.
В обязанности весталок входило поддержание огня в жертвенном алтаре Весты. В случае его затухания весталку лично бичевал великий понтифик. Подобный случай считали дурным предзнаменованием для всего государства. Огонь зажигали вновь после соответствующих обрядов посредством трения дерева о дерево. Помимо этого, на большие праздники весталки готовили для жертвоприношений особые лепёшки. В их обязанности, как жриц объединяющей народ богини, входило вознесение молитв за всех римлян.
Угасание священного огня не было самым тяжким преступлением весталки. В случае утраты ею девственности, что, по мнению древних римлян, было «осквернением огня Весты», молодая женщина подлежала смертной казни. У городской стены неподалёку от Коллинских ворот выкапывали земляной погреб, в который, предварительно положив туда небольшой запас еды и воды, помещали весталку. Затем двери засыпали землёй, а нарушившая обет целомудрия женщина оказывалась погребённой заживо.
Ограничения, наложенные на весталок, компенсировались почётным положением. В отличие от большинства других женщин, они могли самостоятельно распоряжаться своим имуществом и писать завещания. Им были обязаны уступать дорогу. Римлянин, оскорбивший жрицу Весты, подлежал смертной казни. Её показания в суде имели решающее значение. В случае, если весталка случайно встречала осуждённого к казни, казнь отменяли. Весталок было легко узнать на улице из-за особых одежд: длинное белое платье, подпоясанное особым образом, и покрывало. Волосы жрицы Весты заплетали в шесть косичек, которые прятали под повязкой.
Жрицами Весты могли стать только женщины. Культ богини был характерен исключительно для Рима и не распространялся в отдалённых частях государства. Существует информация о наличии весталок в нескольких близлежащих к Риму городах, таких как Бовиллы, Лавиний и Тибур, имевших тесные религиозные связи со столицей. Однако особенности их жизни и отправления культа содержат множество неизученных моментов.

### Весталии
Праздник в честь богини Весты праздновали ежегодно 9 июня. В этот день женщины с дарами богине босиком отправлялись в храм Весты. Весталии были одновременно праздничным днём для хлебопёков, так как изначально хлеб готовили на золе очага. В этот день цветами украшали мельницы, а также осла, вращающего мельничный жернов.

## Мифы

### Рождение Ромула и Рема от весталки
Существует миф о рождении Ромула и Рема, связанный с Вестой. Согласно ему, у царя Альба-Лонги Прока Сильвия было двое сыновей — Нумитор и Амулий. Отец перед смертью разделил между сыновьями своё имущество, оставив Нумитору земли, а Амулию — имущество. Последний, воспользовавшись своим богатством, собрал вокруг себя шайку негодяев, которые и свергли Нумитора. Став полноправным царём, Амулий, дабы обезопасить себя от потомства Нумитора, отдал его дочь Рею Сильвию в весталки. Он заявил, что к нему во сне явилась богиня Веста и потребовала посвятить ей в служение его племянницу. Таким образом Амулий хотел заставить её взять обет целомудрия на 30 лет, тем самым обезопасив себя от появления у неё детей, а также не запятнать себя убийством ни в чём не повинной девушки. Через несколько лет Рею Сильвию, во время похода в священную рощу к источнику, увидел Марс. Он навеял на юную весталку сон, а в это время овладел ею. В день рождения близнецов Ромула и Рема алтарь Весты дрогнул и ушёл под землю, а священный огонь потух, так как священный обет весталки был нарушен. Рею Сильвию бросили в тюрьму, где она и умерла, а младенцев в корзине выбросили в Тибр. Корзину прибило к берегу, где их нашла и вскормила капитолийская волчица.

### Веста и Приап
Древние римляне воспринимали Весту целомудренной богиней. В «Фастах» Овидия представлен рассказ, согласно которому её пытался во время сна обесчестить Приап. Крик осла разбудил богиню, в связи с чем ослов освобождали от работ в праздник богини — весталии.

### Мифы о весталках
Согласно легенде, старшая весталка Эмилия поручила заботу о вечном огне молодой и ещё неопытной жрице. Та недоглядела за очагом, и огонь погас. На жрицу пало обвинение в том, что огонь перестал гореть из-за «позора» весталки. Эмилия при великом понтифике и других собравшихся в храме Весты жрецах заявила о своей невиновности. Затем она сказала: «Веста, охраняющая город римлян, если верно то, что я почти тридцать лет службы тебе исполняла свои обязанности честно, если я за это время сохранила душу чистой и тело нетронутым, яви себя и приди мне на помощь! Не будь безразлична к своей жрице, не дай ей погибнуть самой несчастной из смертных! Но если я совершила какое-либо бесчестие, то накажи меня, а город избавь от моего позора!» После этого она оторвала от своих одежд кусок ткани, бросила на очаг, и он сразу же загорелся.
Другая легенда гласит, что некий римлянин обвинил весталку Тукцию в прелюбодеянии. Жрица, которая не могла оправдаться от ложных обвинений, воззвала к Весте, а затем отправилась к Тибру, зачерпнула решетом воду и, не пролив ни капли, донесла до форума.

### Эвгемеристический миф
В конце I в. до н. э. начал приобретать распространение эвгемеризм — теория, согласно которой представления о богах возникли из культов умерших людей. Согласно одному из эвгемерических мифов, первым верховным правителем у людей был Уран. После его смерти между сыновьями Сатурном и Титаном было достигнуто соглашение, что Сатурн наследует отцовскую власть, но обязуется убивать всех своих детей, дабы после его смерти к власти пришло потомство Титана. Жена Сатурна Опс передавала детей, в том числе и близнецов Юпитера и Юнону, на воспитание сестре Сатурна Весте. Следует подчеркнуть, что, согласно классическим представлениям, Веста была не тётей, а сестрой Юпитера.

## Веста на монетах Древнего Рима
Впервые изображение Весты поместили на денарий в 106 году до н. э. монетария Гая Сульпиция Гальбы. В 55 году до н. э. на монете Квинта Кассия Лонгина на реверсе появился храм Весты.
В императорскую эпоху Весту чеканили на монетах Калигулы, Гальбы, Отона, Вителлия, Веспасиана, Тита, Эмилиана (для супруги Корнеллии Суперы), Адриана (в честь его жены Сабины) и других императоров. На них богиня сидит или, реже, стоит, держа патеру, скипетр или палладиум.
Кроме самой богини, на монетах римских императоров чеканили объединяющий всё государство храм Весты. Когда во время великого пожара Рима 64 года храм пострадал, его восстановление в следующем 65 году сразу же нашло отображение на деньгах.

## В изобразительном искусстве
В очень редких скульптурных изображениях Веста представляется в виде богато одетой девушки с накинутым на голову покрывалом. Тема весталок нашла широкое отображение на картинах художников Нового времени, посвящённых Древнему Риму, среди которых «Жертвоприношение Весте» 1771 года Франсиско Гойи, «Весталка» Жака-Луи Давида конца XVIII столетия и другие. Русский художник Н. Н. Ге в 1857—1858 годах создал эскиз неосуществлённой картины «Любовь весталки», находящийся сейчас в Третьяковской галерее. В нём он разрабатывает драматический сюжет и романтическую идею «Любовь сильнее смерти», напоминая о смертельной опасности, грозящей весталке, которая нарушила обет безбрачия. Среди скульптур весталок широкую известность получила работа Рафаэля Монти благодаря эффекту «мраморной вуали», под которой видно лицо девушки.

## В астрономии
Именем Весты назван астероид (4) Веста, открытый в 1807 году.